# طرح فیزیک هاروارد
طرح فیزیک هاروارد کتابی با ترجمهٔ احمد خواجه نصیر طوسی و هوشنگ شریف‌زاده است که در سال ۱۳۶۸ منتشر و در مراسم کتاب سال جمهوری اسلامی ایران به‌عنوان کتاب برگزیده معرفی شد.